# قره‌چای‌ها

سربازان قره‌چای

قره‌چای‌ها گروهی از مردمان ترک‌تبار شمال قفقاز هستند که بیشتر در استان قره‌چای-چرکس در روسیه ساکن هستند. جمعیت آنان پیرامون ۳۰۰ هزار تن برآورد می‌شود. بیشتر آنان پیرو تسنن می‌باشند.

## تاریخچه
قره‌چای‌ها از تبار قبچاق‌ها هستند. همچنین می‌نماید که نیاکان ایشان دارای آمیختگی با دیگر باشندگان زیست‌گاه کنونی شان بوده‌باشند، مردمانی چون آلان‌ها، کومان‌ها، خزرها، بلغارها، هون‌ها و بومیان قفقاز. زبان ترکی آنان نیز همسانی‌هایی با زبان قوموق در داغستان دارا می‌باشد.
قپچاق‌ها در سدهٔ یازدهم میلادی به سرزمین آلان‌های ایرانی‌نژاد وارد شدند. در سدهٔ چهاردهم تیمور به شمال قفقاز تاخت، این تازش سبب رانده شدن آلان‌ها به سرزمین‌های کوهستانی و نیز گسترش اسلام در منطقه بود.
در ۱۸۲۸ میلادی روس‌ها بر مردمان قره‌چای تاختند و پس از جنگی خونین سرزمین‌های قره‌چای‌ها به روسیه ضمیمه‌شد. در شورش سال‌های ۱۸۳۱ تا ۱۸۶۰ قفقاز، قره‌چای‌ها نیز به دیگر شورشیان پیوستند. با سرکوبی شورش میان سال‌های ۱۸۶۱ تا ۱۸۸۰ بسیاری از ایشان از بیم فشارهای روس‌ها به ترکیه کوچیدند.
در ۱۹۴۲ آلمان نازی پشتوانه‌ای برای پدید آمدن یک دولت خود مختار قره‌چای با پلیس و دستگاه دیوانی مستقل شد. نتیجهٔ آن استقبال گرم قره‌چای‌ها از ارتش آلمان در ۱۹۴۳ گردید. با عقب‌نشینی آلمان‌ها، قره‌چای‌ها متهم به همدستی با ایشان شده و پیرامون ۸۰هزار تن از آنان - که اکثریت جمعیتشان را تشکیل می‌داد- به زور به آسیای مرکزی - به ویژه قزاقستان و قرقیزستان- کوچانده شدند. در دو سال نخست این تبعید ۳۵ درصد تبعیدیان بر اثر گرسنگی و بیماری از میان رفتند. سرانجام در ۱۹۵۷ و در روند اصلاحات خروشچف قره‌چای اجازه یافتند که به زادگاه خود بازگردند.
قره‌چای‌ها در طی سده‌ها زندگی در قفقاز آیین زندگی و فرهنگ مردمان قفقاز را پذیرفته‌اند، اگرچه هنوز زبان ترکی خویش را نگاه داشته‌اند.